# Theridion prominens
Theridion prominens là một loài nhện trong họ Theridiidae.
Loài này thuộc chi Theridion. Theridion prominens được John Blackwall miêu tả năm 1870.